# Аделаида от Фриули
Аделаида от Фриули или Аделаида Парижка (на френски: Adélaïde de Frioul, Adélaïde de Paris ou Aélis; Adelheid; Adelais; * 850; † 10 ноември 901, Лаон) е кралица на Западнофранкското кралство през 877 – 879 г., втората съпруга на крал Луи II Заекващия от род Каролинги.

## Биография
Аделаида е дъщеря на Аделхард († 890), граф на Париж от фамилията Матфриди, внук на граф Бего I от Париж, и съпругата му Алпаис, извънбрачна дъщеря на крал Лудвиг I Благочестиви. По други източници тя е извънбрачна дъщеря на Карл Велики. Аделаида така е братовчедка или леля на Луи II.
Карл II, бащата на Луи II, избира Аделаида за съпруга на сина си, но 16-годишният Луи II се жени тайно против волята на баща си през 862 г. за 36-годишната Ансгард от Бургундия и има с нея пет деца. Император Карл II анулира този брак чрез папата и го жени през февруари 875 г. за Аделаида. Заради близката им роднинска връзка папата отказва да я коронова на събора в Троа (878). Луи II умира след една година през 879 г. Аделхайд ражда малко след това Шарл III. Бившата съпруга на Луи и нейните синове обвиняват Аделаида в изневяра и следва тежък процес.
Аделаида е обявена за невинна и през 898 г. участва в короноването на нейния син Шарл III. След три години тя умира в Лаон. Погребана е в манастира Saint-Corneille в Компиен.
Тя е майка на Ерментруда (* 875/878) и Шарл III (879 – 929).